# Жакаш
Жака́ш (каз. Жақаш) — село у складі Байзацького району Жамбильської області Казахстану. Адміністративний центр Суханбаєвського сільського округу.
У радянські часи село називалося Батрак або Фрунзе.
Населення — 1052 особи (2021; 640 у 2009, 1005 у 1999, 1052 у 1989).